# Wise River
Wise River é uma comunidade não incorporada no norte do condado de Beaverhead, no sudoeste do estado de Montana, nos Estados Unidos

## Informação sobre a comunidade de Wise River
A comunidade fica próxima de  Beaverhead National Forest a cerca de 64 quilómetros a sudoeste de Butte no local onde o rio Wise desagua no Big Hole River, a comunidade compreende uma escola, igreja, estação de correios, dois bares/cafés, uma loja comsalão/expresso e uma loja.
A comunidade é uma área turística no verão, sendo as atividades mais populares a pesca com mosca e campismo. No inverno a atividade mais popular é a moto de neve.